# جاك كيوغ
جاك كيوغ (بالإنجليزية: Jack Keogh)‏ هو لاعب كرة قدم أمريكية وطبيب أسنان أمريكي، ولد في 17 يونيو 1886 في South Hadley, Massachusetts ‏ في الولايات المتحدة، وتوفي في 13 فبراير 1955 في هوليوك في الولايات المتحدة.